# Vescovo coadiutore
Un vescovo coadiutore è, nella Chiesa cattolica o nella Chiesa anglicana, un vescovo che ha diritto di succedere al corrente vescovo di una diocesi.

## Chiesa cattolica
Nella Chiesa cattolica il vescovo coadiutore svolge il ruolo di vicario generale e di vescovo ausiliare. Il vescovo coadiutore di un'arcidiocesi viene chiamato arcivescovo coadiutore.
Diversamente dai vescovi ausiliari, ai coadiutori è dato il diritto automatico di successione alla sede episcopale; questo significa che il giorno stesso in cui una diocesi si rende vacante, il coadiutore assume automaticamente il governo della Chiesa particolare.  Fino ad allora, il vescovo diocesano nomina il coadiutore come vicario generale.
Nella prassi della Chiesa contemporanea, la nomina di un coadiutore è solitamente fatta nei casi in cui un vescovo diocesano sente che non sarà in grado di continuare molto a lungo per ragioni di salute o perché è vicino all'età delle dimissioni. In questi casi il Papa a volte assegna un coadiutore alla diocesi in questione per dare al futuro vescovo tempo per conoscere la diocesi che alla fine dovrebbe guidare e facilitare la successione. 
Prima della riforma del codice di diritto canonico nel 1983, c'era una distinzione tra i vescovi coadiutori cum jure successionis e quelli senza, solitamente definiti sedi datus, cioè "assegnati alla sede", alla diocesi, non alla persona dell'Ordinario. Alcuni coadiutori erano nominati con il diritto di successione automatico, e altri senza un tale diritto. Oggi nessun coadiutore è nominato senza il concomitante diritto di successione.
Per disposizione di papa Paolo VI del 3 luglio 1976, ai vescovi coadiutori non è più assegnata, al momento della nomina, una sede titolare, come avveniva in precedenza, ma il titolo nunc pro tunc della Chiesa particolare cui è destinato.

## Comunione anglicana
Nella Comunione Anglicana, un vescovo coadiutore (la forma solitamente usata) è un vescovo eletto o nominato per seguire l'attuale vescovo diocesano in prossimità della morte o delle dimissioni. In qualche provincia della Comunione, come la Chiesa d'Inghilterra, i vescovi sono nominati, mentre in altre, come la Chiesa episcopale degli Stati Uniti d'America (ECUSA), vengono eletti. Nella ECUSA, quando un vescovo diocesano annuncia le sue dimissioni, si tiene una speciale assemblea diocesana per eleggere un coadiutore. Solitamente il coadiutore presta servizio per breve tempo prima delle dimissioni del precedente, ed in quel momento diventa vescovo diocesano.